# نیو واترینگ
نیو واترینگ (به هلندی: Nieuwe Wetering) یک منطقهٔ مسکونی در هلند است که در کاخ ان‌براسم واقع شده‌است. نیو واترینگ ۶۷۶ نفر جمعیت دارد.